# Pčinjský okruh
Pčinjský okruh (srbsky Pčinjski okrug, cyrilicí Пчињски управни округ) je správní jednotka v Srbsku. Je nejjižnějším okruhem Srbska, sousedí s Jablanickým okruhem na severu, Kosovem na západě, Severní Makedonií na jihu a Bulharskem na východě. Protéká jím řeka Pčinja, podle níž dostal název. Okruh náleží ke statistickému regionu Jižní a Východní Srbsko. Ve starověku byla oblast známá jako Paeonie.

## Geografická charakteristika
Okruh má rozlohu 3 520 km² a žije v něm okolo 160 000 obyvatel. Hlavním městem je Vranje (56 000 obyvatel).
Bosilegrad je známý těžbou olova a zinku. Nachází se zde mnoho lesů, dřevo zpracovává továrna Simpo ve Vranje. Významnou turistickou atrakcí jsou lázně Vranjska Banja, zřícenina pevnosti Markovo Kale ze 13. století a skalní město Vražji Kamen. Míra nezaměstnanosti na území okruhu patří k nejvyšším v Srbsku.
Na západě okruhu se nacházejí města Preševo a Bujanovac s převahou albánského obyvatelstva, kde se objevily požadavky na připojení ke Kosovu.

## Administrativní členění
Okruh se dělí na sedm opštin. Nachází se zde 6 měst a 357 vesnic.
- Opština Vranje
- Opština Preševo
- Opština Bujanovac
- Opština Vladičin Han
- Opština Surdulica
- Opština Bosilegrad
- Opština Trgovište

## Národnostní složení
- Srbové 83,4 %
- Romové 8,7 %
- Bulhaři 4,6 %
- Albánci 0,5 % (ve skutečnosti je zde Albánců více – v roce 2002 téměř čtvrtina populace – ale sčítání v roce 2011 většina z nich bojkotovala)[4]